# نيكول بانيكي
نيكول بانيكي (ولدت في 3 سبتمبر 1988) وهي ألمانية تلعب في فريق باير ليفركوزن. ظهرت لأول مرة في المنتخب الألماني في 7 مارس 2008 منتخب فنلندا لكرة القدم للسيدات.

## روابط خارجية
- نيكول بانيكي على موقع الاتحاد الدولي (مؤرشف)  (الإنجليزية)
- نيكول بانيكي على موقع قاعدة بيانات كرة القدم.إي يو (الإنجليزية)
- نيكول بانيكي على موقع بيانات كرة القدم. دي إي (الألمانية)
- نيكول بانيكي على موقع Soccerway.com (الإنجليزية)
- نيكول بانيكي على موقع عالم كرة القدم.نت (الإنجليزية)